# واکنش ون لوزن
واکنش ون لوزن(به انگلیسی: Van Leusen reaction) یک واکنش شیمیایی است که طی آن یک کتون با TosMIC واکنش داده و تشکیل یک نیتریل را می‌دهد. این واکنش اولین بار در سال ۱۹۷۷ توسط ون لوزن و همکارانش توصیف شد. در این واکنش هنگامی که از آلدهیدها به عنوان واکنش دهنده استفاده شوند، می‌تواند برای تولید اکسازول و ایمیدازول بسیار مفید باشد.